# Aspilota blasii
Aspilota blasii är en stekelart som beskrevs av Fischer 1973. Aspilota blasii ingår i släktet Aspilota och familjen bracksteklar. Inga underarter finns listade.